# Кохгилуйе и Бойерахмед
Кохгилуйе и Бойерахмед (перс. کهگیلویه و بویراحمد‎ — Kohgiluyeh o Buyer-Ahmad) — одна из 31 провинций (останов) Ирана. Расположена на юго-западе страны. Административный центр — город Ясудж, другие крупные города — Догонбедан или Гачсаран (83 тыс.), Дехдешт (52 тыс.), Ликак (13 тыс.), Черам (13 тыс.), Ланде (11 тыс.), Башт (10 тыс.). Площадь провинции — 15 504 км². Население на 2006 год — 634 299 человек, большинство луры, персы, и кашкайцы.

## История
Ранее Кохгилуйе и Бойерахмед была частью провинции Фарс и (до 23 июня 1963 года) провинции Хузестан. Разделение произошло в результате беспорядков, которые случились 13 июня 1963 года. Окончательное формирование в самостоятельную провинцию завершилось в марте 1974.
В провинции есть 132 зарегистрированных места, представляющих историческую и культурную ценность.

## География
Территория провинции в основном занята Загросскими горами. На хребте Динар находится наиболее высокая точка (4525 метров). Горы в провинции Кохгилуйе и Бойерахмед покрыты дубовыми лесами. Естественные источники, певчие птицы и свежий воздух привлекают большое количество любителей природы.

## Экономика
Основные отрасли экономики — нефтеперерабатывающая, пищевая, текстильная, деревообрабатывающая промышленность, производство стройматериалов, торговля, сельское хозяйство, туризм. В городе Ясудж расположен нефтеперерабатывающий завод «Нэшнл Ираниан Ойл Рефайнинг энд Дистрибьюшн Компани».

## Учебные заведения
- Университет Ясуджы[4]
- Ясуджский медицинский университет[5]
- Islamic Azad University of Gachsaran[6]

## Достопримечательности
В городе Ясудж расположены старинные мост Патавех и кладбище Пай-э Чоль, холм Хосрави с руинами эпохи Ахеменидов. Возле Ясуджа на дороге в Фарс расположен перевал Танг-э Мейран («Ворота Персии»), где Александр Македонский разбил войска Ахеменидов.
Также вокруг Ясуджа расположены дубовые леса и водопады Танг-э Таморади. Возле города Сисахт расположены руины эпохи Сасанидов и Сефевидов, горный заповедник Дена. Кроме этого, в провинции интересны лыжный курорт Какан, водопад Камардугх и пещера Шах.